# Canadian Premier League 2020
La Canadian Premier League 2020 è stata la seconda edizione del massimo campionato di calcio canadese. Le partecipanti sono state otto, grazie all'ingresso dell'Atlético Ottawa.
La stagione regolare sarebbe dovuta iniziare l'11 aprile 2020 per terminare il 4 ottobre dello stesso anno, ma l'avvio è stato posticipato a causa della pandemia di COVID-19. Il campionato è iniziato il 13 agosto, con un torneo ridotto disputato a porte chiuse e concentrato all'Alumni Field dell'Università dell'Isola del Principe Edoardo, a Charlottetown; questo torneo è stato battezzato The Island Games. Ad aggiudicarsi la Canadian Premier League è stato nuovamente il Forge.

## Formula
Il formato inizialmente stabilito dalla lega prevedeva l'adozione di un calendario di tipo bilanciato. Ogni squadra avrebbe incontrato le altre quattro volte, due in casa e due in trasferta. Al termine della stagione regolare la seconda e la terza classificata si sarebbero incontrate in un play-off, la cui vincente avrebbe raggiunto alle finals la prima classificata.
La nuova formula, scelta dopo il rinvio del torneo, prevede che le otto squadre si scontrino in un primo girone all'italiana con partite di sola andata, le cui prime quattro classificate disputano un secondo girone all'italiana, sempre con incontri di sola andata. Le prime due classificate del secondo turno si contendono il titolo di campione canadese in una finale secca.
La vincitrice del torneo si qualifica al Canadian Championship 2020 e alla CONCACAF League 2021.
Confermate le regole sulle rose: è possibile tesserare un massimo di sette giocatori stranieri, in più c'è l'obbligo di schierare almeno sei canadesi nella formazione iniziale di ogni incontro. Ogni squadra deve avere almeno tre canadesi Under-21 nella rosa, ma visto il numero ridotto di partite è stata abbassata la soglia minima di minuti giocati che questi cumulativamente devono raggiungere: non più mille minuti ma duecentocinquanta.

## Partecipanti
| Club            | Città    | Provincia           | Stagione precedente                                     |
| --------------- | -------- | ------------------- | ------------------------------------------------------- |
| Atlético Ottawa | Ottawa   | Ontario             | Esordiente                                              |
| Cavalry         | Calgary  | Alberta             | 1º nella Spring, 1º nella Fall                          |
| FC Edmonton     | Edmonton | Alberta             | 3º nella Spring, 6º nella Fall                          |
| Forge           | Hamilton | Ontario             | 2º nella Spring, 2º nella Fall. Campione dopo le Finals |
| HFX Wanderers   | Halifax  | Nuova Scozia        | 4º nella Spring, 7º nella Fall                          |
| Pacific         | Victoria | Columbia Britannica | 5º nella Spring, 4º nella Fall                          |
| Valour          | Winnipeg | Manitoba            | 7º nella Spring, 5º nella Fall                          |
| York9           | York     | Ontario             | 6º nella Spring, 3º nella Fall                          |

## Allenatori
| Squadra         | Allenatore         |
| --------------- | ------------------ |
| Atlético Ottawa | Mista              |
| Cavalry         | Tommy Wheeldon Jr. |
| FC Edmonton     | Jeff Paulus        |
| Forge           | Bobby Smyrniotis   |
| HFX Wanderers   | Stephen Hart       |
| Pacific         | Pa Modou Kah       |
| Valour          | Rob Gale           |
| York9           | Jim Brennan        |

## The Island Games

### Primo turno

#### Classifica
|  | Pos. | Squadra         | Pt | G | V | N | P | GF | GS | DR |
|  | ---- | --------------- | -- | - | - | - | - | -- | -- | -- |
|  | 1.   | Cavalry         | 13 | 7 | 4 | 1 | 2 | 10 | 7  | +3 |
|  | 2.   | HFX Wanderers   | 12 | 7 | 3 | 3 | 1 | 12 | 7  | +5 |
|  | 3.   | Forge           | 12 | 7 | 3 | 3 | 1 | 13 | 9  | +4 |
|  | 4.   | Pacific         | 11 | 7 | 3 | 2 | 2 | 10 | 8  | +2 |
|  | 5.   | York9           | 10 | 7 | 2 | 4 | 1 | 8  | 7  | +1 |
|  | 6.   | Valour          | 8  | 7 | 2 | 2 | 3 | 8  | 9  | -1 |
|  | 7.   | Atlético Ottawa | 8  | 7 | 2 | 2 | 3 | 7  | 12 | -5 |
|  | 8.   | FC Edmonton     | 1  | 7 | 0 | 1 | 6 | 5  | 14 | -9 |

      Qualificate al secondo turno
In caso di arrivo a pari punti:
1. Scontri diretti;
2. Differenza reti;
3. Gol fatti;
4. Maggior numero di vittorie;
5. Minutaggio giocatori canadesi U-21
6. Lancio della moneta (2 squadre) o estrazione a sorte (3 o più squadre).

#### Risultati
|                 | ATO                              | CAV                              | EDM                              | FOR                              | HFX                              | PAC                              | VAL                              | YOR                              |
| --------------- | -------------------------------- | -------------------------------- | -------------------------------- | -------------------------------- | -------------------------------- | -------------------------------- | -------------------------------- | -------------------------------- |
| Atlético Ottawa |                                  | 2-0                              | 2-2                              | 0-2                              | 0-2                              | 1-0                              | 0-4                              | 2-2                              |
| Cavalry         |                                  |                                  | 2-0                              | 2-2                              | 2-1                              | 1-2                              | 2-0                              | 1-0                              |
| FC Edmonton     |                                  |                                  |                                  | 0-2                              | 1-3                              | 1-2                              | 1-2                              | 0-1                              |
| Forge           |                                  |                                  |                                  |                                  | 1-1                              | 2-1                              | 2-2                              | 2-3                              |
| HFX Wanderers   |                                  |                                  |                                  |                                  |                                  | 2-2                              | 2-0                              | 1-1                              |
| Pacific         |                                  |                                  |                                  |                                  |                                  |                                  | 2-0                              | 1-1                              |
| Valour          |                                  |                                  |                                  |                                  |                                  |                                  |                                  | 0-0                              |
| York9           | –––––––––––––––––––––––––––––––– | –––––––––––––––––––––––––––––––– | –––––––––––––––––––––––––––––––– | –––––––––––––––––––––––––––––––– | –––––––––––––––––––––––––––––––– | –––––––––––––––––––––––––––––––– | –––––––––––––––––––––––––––––––– | –––––––––––––––––––––––––––––––– |

### Secondo turno

#### Classifica
|  | Pos. | Squadra       | Pt | G | V | N | P | GF | GS | DR |
|  | ---- | ------------- | -- | - | - | - | - | -- | -- | -- |
|  | 1.   | Forge         | 7  | 3 | 2 | 1 | 0 | 4  | 1  | +3 |
|  | 2.   | HFX Wanderers | 4  | 3 | 1 | 1 | 1 | 3  | 7  | -4 |
|  | 3.   | Cavalry       | 3  | 3 | 1 | 0 | 2 | 4  | 4  | 0  |
|  | 4.   | Pacific       | 3  | 3 | 1 | 0 | 2 | 6  | 5  | +1 |

      Qualificate alla finale
In caso di arrivo a pari punti:
1. Scontri diretti;
2. Differenza reti;
3. Gol fatti;
4. Maggior numero di vittorie;
5. Minutaggio giocatori canadesi U-21
6. Lancio della moneta (2 squadre) o estrazione a sorte (3 o più squadre).

#### Risultati
|               | CAV              | FOR              | HFX              | PAC              |
| ------------- | ---------------- | ---------------- | ---------------- | ---------------- |
| Cavalry       |                  | 0-1              | 1-2              | 3-1              |
| Forge         |                  |                  | 1-1              | 2-0              |
| HFX Wanderers |                  |                  |                  | 0-5              |
| Pacific       | –––––––––––––––– | –––––––––––––––– | –––––––––––––––– | –––––––––––––––– |

### Finals
| Arbitro: | J. Márquez |

|                                  |           |  |
| Achinioti-Jönsson 60’ Tissot 90’ | Marcatori |  |

## Statistiche

### Classifica marcatori
| Gol | Rigori |  | Giocatore                   | Squadra       |
| --- | ------ |  | --------------------------- | ------------- |
| 6   | 2      |  | Akeem García                | HFX Wanderers |
| 5   | 0      |  | Marco Bustos                | Pacific       |
| 4   | 2      |  | João Morelli                | HFX Wanderers |
| 3   | 0      |  | Kyle Bekker                 | Forge         |
| 3   | 0      |  | Alejandro Díaz              | Pacific       |
| 3   | 0      |  | Alexander Achinioti-Jönsson | Forge         |
| 3   | 0      |  | Easton Ongaro               | FC Edmonton   |
| 3   | 1      |  | Jordan Brown                | Cavalry       |
| 3   | 2      |  | Joseph Di Chiara            | York9         |
| 3   | 2      |  | Nathan Mavila               | Cavalry       |

(fonte: canpl.ca)

### Premi individuali
I premi individuali sono stati assegnati il 26 novembre.
| Premio                          | Vincitore     | Squadra       |
| ------------------------------- | ------------- | ------------- |
| Miglior marcatore               | Akeem García  | HFX Wanderers |
| Miglior portiere                | Triston Henry | Forge         |
| Miglior giocatore               | Kyle Bekker   | Forge         |
| Miglior giocatore canadese U-21 | Mohamed Farsi | Cavalry       |
| Miglior allenatore              | Stephen Hart  | HFX Wanderers |

(fonte:  2020 Awards, su canpl.ca.)